# Ponte Giurino
Ponte Giurino è una frazione italiana dei comuni bergamaschi di Berbenno e Bedulita, della provincia di Bergamo, in Lombardia, di circa 432 abitanti. Dista circa 18 chilometri dal capoluogo orobico.

## Paleontologia
Nel 2013 vennero qui trovati i primi resti di Annaichthys pontegiurinensis, un pesce osseo vissuto circa 210 milioni di anni fa .

## Edifici di culto
Nella località vi è la chiesa parrocchiale dedicata alla Sacra Famiglia del XIX secolo.